# Your Body
"Your Body" é uma canção da cantora norte-americana Christina Aguilera, gravada para o seu sétimo álbum de estúdio Lotus. Foi composta e produzida por Max Martin, Shellback, com auxílio na escrita de Savan Kotecha. O tema estreou no programa On Air with Ryan Seacrest a 14 de Setembro de 2012 e foi enviado para as rádios norte-americanas cinco dias depois através da editora discográfica RCA Records, tornando-se no single de avanço do disco.
O seu lançamento digital ocorreu a 17 de Setembro de 2012 em maior parte dos países, nomeadamente Brasil, Estados Unidos e Portugal. O vídeo musical que acompanha a obra estreou a 28 de Setembro de 2012 através do serviço VEVO.

## Antecedentes
Depois do desempenho comercial moderado de Bionic, Aguilera dedicou-se ao filme Burlesque, no qual trabalhou como protagonista ao lado de Cher. Em 2011, colaborou com a banda americana Maroon 5 na canção "Moves like Jagger", que permaneceu quatro semanas consecutivas na liderança da tabela musical Billboard Hot 100 e vendeu 4.9 milhões de cópias nos Estados Unidos, de acordo com a Nielsen SoundScan. Meses mais tarde, a artista revelou que estava a trabalhar no seu novo disco de originais e que "qualidade era mais importante que quantidade", concluindo que quis encontrar faixas "pessoais" para o registo. Numa entrevista, Christina falou sobre o processo de concepção do disco:
| “ | O álbum culminou em todas as experiências que vivi até ao momento. Passei bastante desde do lançamento do meu último projecto, estar no programa The Voice, e um divórcio". Portanto, isto é tudo uma espécie de renascimento para mim. | ” |

## Estilo musical e composição
"Your Body" foi escrita por Savan Kotecha, Max Martin e Shellback, cuja produção esteve a cargo destes dois últimos. É uma canção de que deriva de origens estilísticas de R&B, mas também incorpora os géneros electrónicos com um traço de dubstep a meio da melodia.

## Vídeo musical
O vídeo musical, dirigido por Melina Matsoukas, foi gravado entre 20 e 21 de Agosto de 2012 em Los Angeles. Uma previsão do projecto final irá ser divulgado durante o programa The Voice a 17 de Setembro de 2012. Estreou a 28 de Setembro de 2012 através do serviço VEVO.

## Faixas e formatos
A versão single de "Your Body" contém apenas uma faixa com duração de quatro minutos.
| Descarga digital |             |         |  |
| N.º              | Título      | Duração |  |
| 1.               | "Your Body" | 4:00    |  |

## Desempenho nas tabelas musicais

### Posições
| Tabela musical (2012)                 | Melhor posição |
| ------------------------------------- | -------------- |
| Austrália (ARIA Chart)                | 59             |
| Bélgica (Ultratip) (Flandres)         | 2              |
| Bélgica (Ultratip) (Valónia)          | 13             |
| Brasil (Brasil Hot 100 Airplay)       | 54             |
| Brasil (Billboard Brasil Hot Pop)     | 17             |
| Canadá (Canadian Hot 100)             | 10             |
| Espanha (PROMUSICAE)                  | 22             |
| Estados Unidos (Billboard Hot 100)    | 34             |
| Estados Unidos (Hot Dance Club Songs) | 1              |
| Estados Unidos (Pop Songs)            | 20             |
| França (SNEP)                         | 84             |
| Irlanda (IRMA)                        | 46             |
| Países Baixos (Dutch Top 40)          | 71             |
| Reino Unido (UK Singles Chart)        | 16             |

## Histórico de lançamento
| País           | Data                   | Formato          | Editora(s) discográfica(s) |
| -------------- | ---------------------- | ---------------- | -------------------------- |
| Estados Unidos | 14 de Setembro de 2012 | Estreia em rádio | RCA                        |
| Austrália      | 17 de Setembro de 2012 | Descarga digital | RCA                        |
| Brasil         | 17 de Setembro de 2012 | Descarga digital | RCA                        |
| Estados Unidos | 17 de Setembro de 2012 | Descarga digital | RCA                        |
| Malásia        | 17 de Setembro de 2012 | Descarga digital | RCA                        |
| Nova Zelândia  | 17 de Setembro de 2012 | Descarga digital | RCA                        |
| Portugal       | 17 de Setembro de 2012 | Descarga digital | RCA                        |
| Estados Unidos | 18 de Setembro de 2012 | Rádio mainstream | RCA                        |
| Reino Unido    | 4 de Outubro de 2012   | Descarga digital | RCA                        |